# Chiesa di San Giacomo (Stoccolma)
La Sankt Jacobs kyrka è una chiesa del centro di Stoccolma, capitale della Svezia, dedicata a san Giacomo il Maggiore, patrono dei viaggiatori.

## Storia e descrizione
Il primo edificio cristiano sul luogo risale al XIV secolo, quando vi venne costruita una cappella. Nel 1430 viene sostituita da una chiesa in mattoni. Nel 1527 il Parlamento di Västerås decise la demolizione dell'edificio per la costruzione di una nuova chiesa, l'attuale.
La costruzione richiese molto tempo, fu iniziata per volere del re Giovanni III di Svezia nel 1580 in stile Tardo gotico secondo l'influenza del gotico baltico, dall'architetto Willem Boy, che vi lavorò fino al 1593. In seguito venne continuata secondo le ultime tendenze arrivate in Svezia dettate dall'Architettura rinascimentale da Hans Ferster fra il 1635 e il 1642. Venne inaugurata la domenica dell'Avvento del 1642 dalla regina Cristina di Svezia.
In seguito, fra il 1723 e il 1739, Göran Joshuae Adelcrantz e Carl Hårleman la rielaborarono in stile barocco aggiungendovi anche la torre; infine Carl Möller e Agi Lindegren vi posero mano nel 1893-94.